# Tatjana Bokan
Tatjana Bokan (Antivari, 9 aprile 1988) è una pallavolista montenegrina, schiacciatrice dell'Herceg Novi.

## Carriera

### Club
La carriera di Tatjana Bokan inizia nella stagione 2004-05 con il Luka Bar, nella Superliga serbo-montenegrina. Nella stagione 2006-07 passa allo Spartak Subotica, nella Superliga serba: resta nello stesso club anche a seguito della retrocessione in Prva Liga che disputa nell'annata 2007-08, ottenendo immediatamente la promozione nella massima divisione.
Nella stagione 2010-11 viene ingaggiata dalla società italiana del Soverato, in Serie A2, mentre in quella successiva si accasa all'ASPTT Mulhouse, nella Ligue A francese, dove resta per due annate, ottenendo al termine del campionato 2012-13 il premio come miglior schiacciatrice, ricevuto anche in quello precedente, e MVP. Per il campionato 2013-14 è al RC Cannes, con cui vince la Coppa di Francia e lo scudetto, per poi ritornare, in quello seguente, alla squadra di Mulhouse.
Nella stagione 2015-16 accetta l'offerta delle Hisamitsu Springs, nella V.Premier League giapponese, aggiudicandosi la Coppa dell'Imperatrice e il campionato, mentre nell'annata 2016-17 si accorda con l'Azərreyl, in Superliqa: terminati gli impegni con il club azero conclude l'annata nella Proliga indonesiana con il Jakarta BNI. Nella stagione 2017-18 difende i colori del Pesaro, neopromossa in Serie A1.
Disputa la stagione 2018-19 vestendo la maglia del Békéscsabai, nella Nemzeti Bajnokság I ungherese, per poi militare tra le file dello Zhejiang, nella Chinese Volleyball Super League, per quella successiva: conclude le attività stagionali con le filippine del Chery. Nell'annata 2020-21 viene annunciata dalla VolAlto Caserta, in Serie A1: tuttavia, a seguito dell'esclusione della squadra dal campionato, resta ferma per l'intera stagione.
Per il campionato 2021-22 viene ingaggiata dalle polacche del Pałac Bydgoszcz, in Liga Siatkówki Kobiet: tuttavia a metà annata viene ceduta al Potsdam, nella 1. Bundesliga tedesca. Per la stagione 2022-23 ritorna in patria con l'Herceg Novi, in Superliga.

### Nazionale
Ottiene le prime convocazioni nella nazionale montenegrina nel 2009. Nel 2015 vince la medaglia d'oro ai XVI Giochi dei piccoli stati d'Europa.

## Palmarès

### Club
- Campionato francese: 1

2013-14
- Campionato giapponese: 1

2015-16
- Coppa di Francia: 1

2013-14
- Coppa dell'Imperatrice: 1

2015

### Nazionale (competizioni minori)
- Giochi dei piccoli stati d'Europa 2015

### Premi individuali
- 2011 - Ligue A: Miglior schiacciatrice
- 2012 - Ligue A: MVP
- 2012 - Ligue A: Miglior schiacciatrice